# HBC Nantes
Der Handball Club Nantes (kurz HBC Nantes) ist ein französischer Handballverein aus Nantes, dessen Männermannschaft in der Starligue, der höchsten französischen Liga, spielt.

## Geschichte
In der Saison 2010/11 erreichte der HBC Nantes den 5. Platz in der Liga und trat damit 2011/12 international im EHF-Pokal an, in dem man in der 3. Runde gegen den belarussischen Vertreter HC Dinamo Minsk ausschied. Im nächsten Jahr verbesserte man sich auf den 4. Platz in der heimischen Liga und qualifizierte sich wieder für den EHF-Pokal. Nach dem Überstehen der Gruppenphase war man als Ausrichter des Final Four direkt für das Halbfinale gesetzt. Im Endspiel verlor man allerdings gegen die Rhein-Neckar Löwen. Für den EHF-Pokal 2015/16 richtete Nantes wieder das Final Four aus und zog abermals in das Finale ein. Diesmal wurde gegen Frisch Auf Göppingen verloren. 2015 gewann Nantes die Coupe de la Ligue und 2017 die Coupe de France. Nachdem man in der EHF Champions League 2016/17 noch im Achtelfinale ausgeschieden war, wurde 2017/18 zum ersten Mal das Finale erreicht, das gegen Montpellier Handball verloren ging. Im Jahr 2021 gewann der HBC erneut den Ligapokal.

## Spieler und Trainer
Aktueller Kader der Saison 2025/26
| Nr.                  | Nation     | Name                  | Position        | Größe  | Geburtsdatum  | Alter | Geburtsort                | Letzter Verein          |
| -------------------- | ---------- | --------------------- | --------------- | ------ | ------------- | ----- | ------------------------- | ----------------------- |
| 1                    | Kroatien   | Ivan Pešić            | Tor             | 1,94 m | 17. März 1989 | 36    | Rijeka, SFR Jugoslawien   | TVB 1898 Stuttgart      |
| 30                   | Spanien    | Ignacio Biosca García | Tor             | 1,95 m | 17. Juli 1995 | 29    | Barcelona, Spanien        | KC Veszprém             |
| 2                    | Frankreich | Romain Lagarde        | Rückraum links  | 1,94 m | 5. März 1997  | 28    | Lorient, Frankreich       | Pays d’Aix UC           |
| 3                    | Frankreich | Thibaud Briet         | Rückraum links  | 2,05 m | 14. Dez. 1999 | 25    | Rouen, Frankreich         | Rouen Handball          |
| 4                    | Frankreich | Aymeric Minne         | Rückraum Mitte  | 1,86 m | 20. Apr. 1996 | 29    | Melun, Frankreich         | Pays d’Aix UC           |
| 5                    | Japan      | Shūichi Yoshida       | Kreismitte      | 1,93 m | 26. März 2001 | 24    | Wakayama, Japan           | Dunkerque HBGL          |
| 6                    | Spanien    | Ian Tarrafeta         | Rückraum Mitte  | 1,88 m | 4. Jan. 1999  | 26    | Sabadell, Spanien         | Pays d’Aix UC           |
| 7                    | Spanien    | Valero Rivera         | Linksaußen      | 1,86 m | 22. Feb. 1985 | 40    | Barcelona, Spanien        | FC Barcelona            |
| 8                    | Frankreich | O’Brian Nyateu        | Rückraum Mitte  | 1,88 m | 7. Nov. 1992  | 32    | Bordeaux, Frankreich      | Dunkerque HBGL          |
| 9                    | Frankreich | Théo Avelange-Demouge | Rechtsaußen     | 1,83 m | 11. März 1996 | 29    | Besançon, Frankreich      | Dunkerque HBGL          |
| 10                   | Slowenien  | Rok Ovniček           | Rückraum Mitte  | 1,83 m | 29. Jan. 1995 | 30    | Slovenj Gradec, Slowenien | RK Celje                |
| 11                   | Frankreich | Nicolas Tournat       | Kreismitte      | 2,00 m | 5. Apr. 1994  | 31    | Niort, Frankreich         | KS Kielce               |
| 13                   | Frankreich | Julien Bos            | Rückraum rechts | 1,88 m | 18. Aug. 1998 | 26    | Pessac, Frankreich        | Montpellier Handball    |
| 15                   | Slowenien  | Matej Gaber           | Kreismitte      | 1,98 m | 22. Juli 1991 | 33    | Kranj, Slowenien          | Pick Szeged             |
| 17                   | Schweiz    | Noam Leopold          | Linksaußen      | 1,86 m | 17. Juli 2002 | 22    | Thun, Schweiz             | Pfadi Winterthur        |
| 18                   | Algerien   | Ayoub Abdi            | Rückraum rechts | 1,97 m | 16. Feb. 1997 | 28    | Ech Cheliff, Algerien     | Fenix Toulouse Handball |
| 19                   | Spanien    | Kauldi Odriozola      | Rechtsaußen     | 1,82 m | 7. Jan. 1997  | 28    | Zumaia, Spanien           | Bidasoa Irún            |
| Stand: 10. Juli 2025 |            |                       |                 |        |               |       |                           |                         |

Trainer- und Betreuerstab
| Funktion              | Nation     | Name              | Geburtsdatum  | Alter |
| --------------------- | ---------- | ----------------- | ------------- | ----- |
| Trainer               | Frankreich | Grégory Cojean    | 13. Aug. 1977 | 47    |
| Co-Trainer            | Frankreich | Dimitri Fleurance | 22. Jan. 1975 | 50    |
| Stand: 1. August 2023 |            |                   |               |       |

### Bekannte ehemalige Spieler
- Alberto Entrerríos (* 1976)
- Dominik Klein (* 1983)
- Kiril Lazarov (* 1980)
- Jorge Maqueda (* 1988)
- Valero Rivera (* 1985)
- Seufyann Sayad (* 1979)
- Gorazd Škof (* 1977)